# Кокун Олег Матвійович
Оле́г Матві́йович Ко́кун (нар. 2 жовтня 1968 року, Київ) — психолог, доктор психологічних наук (2005), професор (2006), член-кореспондент НАПНУ (2016), фахівець у галузях психофізіології та психології праці, заступник директора Інституту психології НАПНУ з науково-інноваційної роботи.

## Біографічні дані
Народився 2 жовтня 1968 року в Києві.
У 1990 році закінчив Київський інститут фізичної культури за спеціальністю «фізична культура і спорт». З 1990 по 1994 рік працював викладачем кафедри фізичного виховання Київського державного художнього інституту.
З 1994 по 1997 рік навчався в аспірантурі Інституту психології. У 1997 році захистив дисертацію на здобуття наукового ступеня кандидата психологічних наук на тему: «Моніторинг та корекція психофізіологічної адаптації спортсменів вищої кваліфікації» (спеціальність — психофізіологія). З 2002 по 2005 рік навчався в докторантурі того ж інституту. У 2005 році захистив дисертацію на тему: «Оптимізація адаптаційних можливостей людини у психофізіологічному забезпеченні діяльності» (спеціальність та ж сама).
З 1996 року працює в Інституті психології НАПНУ на посадах наукового співробітника, з 1997 — старший науковий співробітник, з 2006 — завідувач лабораторії вікової психофізіології, з 2013 року — заступник директора з науково-інноваційної роботи. Викладає у Інституті соціальних технологій Університету «Україна».

## Наукова робота
Наукові інтереси: психофізіологія, психологія праці, психологія діяльності в особливих умовах, психодіагностика. Запропонував концепцію психофізіологічного забезпечення діяльності.
Автор більше ніж 300 наукових і науково-методичних праць, серед яких 9 монографій, 18 навчальних та навчально-методичних посібників.
Член редакційних колегій наукових видань: «Psychologia wychowawcza», «Технології розвитку інтелекту», «Організаційна психологія. Економічна психологія», «Психологічний часопис», «Проблеми екстремальної та кризової психології».
Підготував 3 докторів наук, 11 кандидатів наук та 2 докторів філософії.
Член Експертної ради ВАК України з психологічних наук (з 2006 по 2011), член Експертної ради з питань проведення експертизи дисертаційних робіт МОН України в галузі педагогічних, психологічних наук, фізичного виховання та спорту (з 2011 по 2013).

### Основні праці
За ЕСУ:
- Оптимізація адаптаційних можливостей людини: психофізіологічний аспект забезпечення діяльності. — 2004;
- Психічний і фізіологічний розвиток учня та норми навантаження. — 2005 (співавтор);
- Психофізіологія: навч. посіб. — 2006;
- Психофізіологічне забезпечення готовності студентів до педагогічної діяльності. — 2008 (співавтор) (усі — Київ)[3].